# 水元宏典
水元 宏典（みずもと ひろのり、1970年 - ）は、日本の法学者。専門は、民事訴訟法・倒産法。学位は、博士（法学）。一橋大学大学院法学研究科教授。元司法試験考査委員。

## 経歴
- 1970年 - 東京都世田谷区生まれ
- 1989年 - 法政大学付属第一高等学校（現法政大学中学高等学校）卒業
- 1993年 - 法政大学法学部卒業
- 1995年 - 法政大学大学院修士課程修了
- 1998年4月 - 大阪大学法学部助手
- 1999年3月 - 東京大学大学院法学政治学研究科博士課程修了
- 1999年10月 - 熊本大学法学部助教授
- 2002年 - 日本民事訴訟法学会理事
- 2004年4月 - 熊本大学大学院法曹養成研究科助教授
- 2007年4月 - 熊本大学大学院法曹養成研究科准教授
- 2008年11月 - 法務省司法試験考査委員
- 2011年4月 - 一橋大学大学院法学研究科教授、熊本大大学院法曹養成研究科非常勤講師
- 2013年 - 日本民事訴訟法学会理事

## 著書
- 『倒産法における一般実体法の規制原理』（2002年、有斐閣、4-641-13286-0）
- 『Q&A民事再生法(第2版)（共著）』（2006年、有斐閣、ISBN ISBN 4-641-13434-0）
- 『詳解・民事再生法（共著）』（民事法研究会 ISBN 978-4896285727など）
- 『倒産法概説（共著）』（弘文堂） ISBN 978-4335354595 など